# 劉善慶
劉善慶（1409年—1468年），字祐之，江西吉安府萬安縣人，民籍。

## 生平
四月十四日生，行二，治《易經》，由國子生中式順天府鄉試第四十六名舉人，年三十一歲中式正統四年己未科會試中式第七十九名，第三甲第二十八名進士。官至刑部员外郎。

## 家族
本泰和株林人，与吏部尚书刘崧同出南唐学士某之裔。始祖劉世明徙家万安石洲，遂称为石洲刘氏，六傳至曾祖劉明德，元任四川廉访司知事；祖劉敬先；父劉彥達，直隸淮安府學教授；母曾氏。具慶下，妻郭氏，兄餘慶。長子劉泉，官桂林府同知。季子劉暹（1454年-1537年），字景晖，號耕隐。曾孫劉天授，嘉靖十一年进士。